# روفين ساتيلماير
روفين كاي ساتيلماير(ولد في 7 أغسطس 1987) هو لاعب كرة قدم ألماني الذي يحرس مرمى بايرن ميونيخ الألماني.

## وصلات خارجية
- روفين ساتيلماير على موقع الاتحاد الأوربي (الإنجليزية)
- روفين ساتيلماير على موقع قاعدة بيانات كرة القدم.إي يو (الإنجليزية)
- روفين ساتيلماير على موقع بيانات كرة القدم. دي إي (الألمانية)
- روفين ساتيلماير على موقع عالم كرة القدم.نت (الإنجليزية)